# Vasili Tatíshchev
Vasili Nikítich Tatíschev (del ruso: Василий Никитич Татищев) (1686-1750) fue un historiador, geógrafo, director de minas y gobernador ruso. Estaba adscrito a la Facultad de Minas, realizó diversas misiones en el servicio de Siberia y Suecia, convirtiéndose en Gran maestro de Minas (1737). Fue el primero en establecer las fronteras de Europa que, dijo, se extiende desde el océano Atlántico a los Urales.
Dejó una historia de Rusia, que no pudo terminar y fue publicado por Gerhard Friedrich Müller en Moscú, (1769-1784), en 4 volúmenes. También es el autor del Atlas de Siberia de 1745.

## Biografía
Vasili nació el 19 de abril de 1686 y falleció el 15 de julio de 1750. Fue oficial de artillería y oficial de minas de los montes Urales en 1720, y en Suecia en 1724, director general de minas de la Siberia en 1734, consejero privado en 1737 y gobernador de Astracán en 1741.
Pertenecía a una rama de la Casa de Riúrik, quien reinó en Smolensk y fue uno de los jóvenes que Pedro I de Rusia envió a estudiar al extranjero, regresando con el gusto por las investigaciones históricas y el conocimiento del alemán y el polaco. Catalina I de Rusia le empleó en asuntos monetarios, después de ser inspector de minas.
Vasili, más estudioso que sagaz impide a los Golitsin y a los Dolgorouki de la familia Rúrikovich, de establecer en Rusia el régimen constitucional, y la emperatriz Ana de Rusia le recompensa con los empleos de consejero privado de gran maestro de la Corte y director general de minas de la Siberia.
En 1741 es nombrado gobernador de Astracán y se establece con el administrador del kanato, quien desentrañó las desgracias de la emperatriz Isabel I de Rusia, que le relegarán en su patrimonio, donde terminará sus días bajo la estrecha vigilancia de la policía.
Vasili publica una historia de Rusia, publicada por el historiógrafo Johannes von Müller (1762-1809), desde la antigüedad hasta Iván el Terrible, trabajo de gran mérito e irreprochable, según el traductor de muchas creaciones literarias antiguas y modernas P. Martinof, criticable solo a causa de sus prejuicios religiosos, y además observaciones sobre el derecho ruso antiguo, un diccionario histórico, político y civil de Rusia, un notable testamento traducido al francés y al inglés, y otro gran número de textos que por infortunio fueron devorados por un incendio. 
La crónica de Néstor ha sido transmitida por dos manuscritos, el más antiguo se hallaba en la Academia de Ciencias de Rusia, y el otro se debe su descubrimiento a Vasili, quien lo descubrió en una crónica rusa, siendo recuperada en los archivos de la catedral de Santa Sofía y en  Nóvgorod una completa copia de los más extendidos de estos códigos.
Pariente de Vasili fue Alexis Tatichthef (/1768), favorito de Pedro I de Rusia, chambelán de su mujer, y policía con Isabel de Rusia.

## Obras
- Istoriia rossikata, Moscou, 1764-74, 5 tomos in-4º.
- Soudebnik Gossodaria.. , Moscou, 1768-86.
- Lexicon Rossiyskoy, Saint-Petersbourg, 1793, in-4º.
- Testament, 1733; traducido en 1860.